# Ortilia atra
Ortilia atra är en fjärilsart som beskrevs av Johannes Karl Max Röber 1913. Ortilia atra ingår i släktet Ortilia och familjen praktfjärilar. Inga underarter finns listade i Catalogue of Life.